# Chalybosoma malkini
Chalybosoma malkini är en tvåvingeart som beskrevs av H. Oldroyd 1949. Chalybosoma malkini ingår i släktet Chalybosoma och familjen bromsar. Inga underarter finns listade i Catalogue of Life.